# Reformierte Kirche Haldenstein

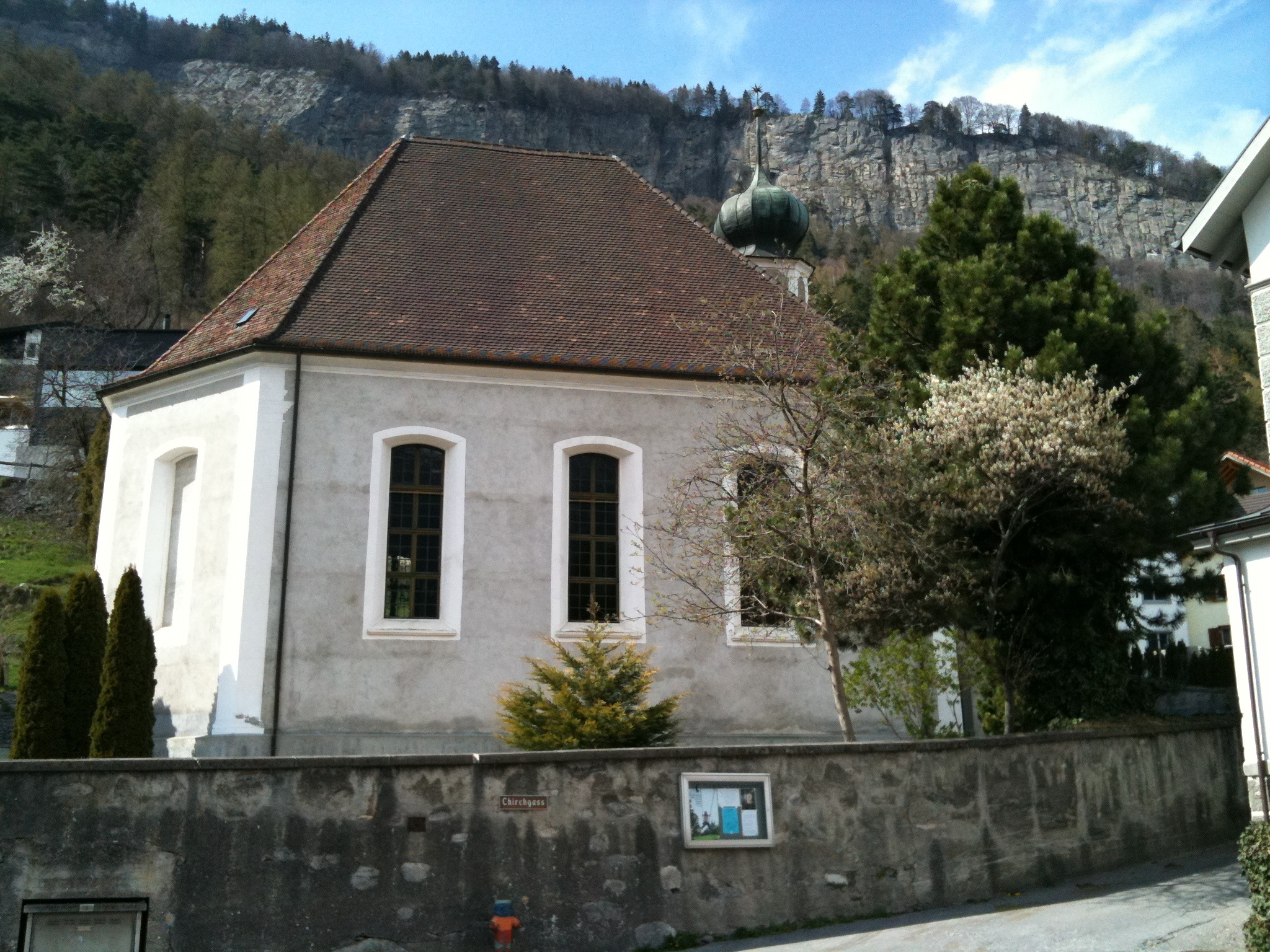
Seitenansicht des mächtigen Kirchenschiffs

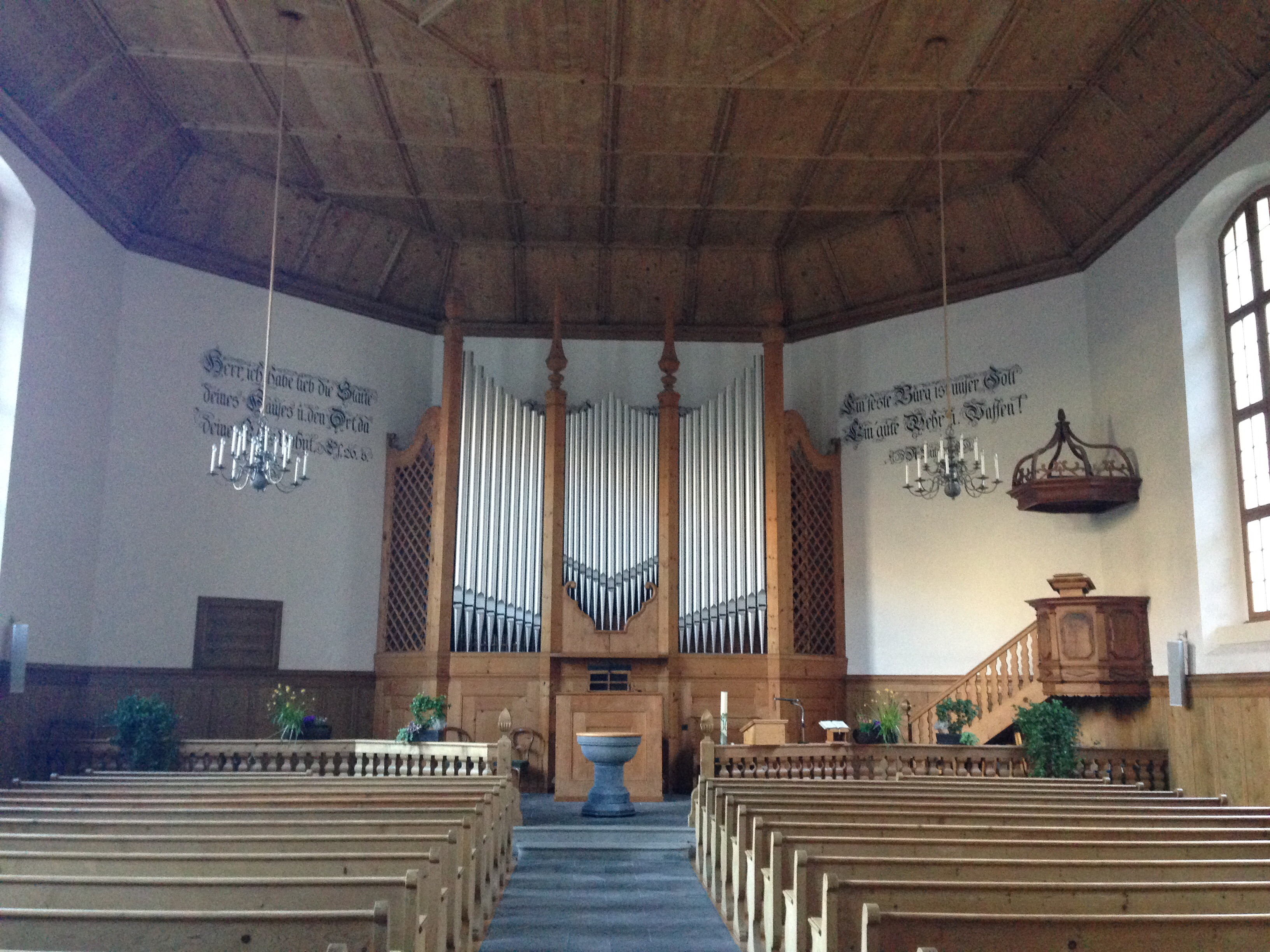
Der Innenraum der reformierten Kirche Haldenstein

Die reformierte Kirche in Haldenstein (Schweiz) vor den Toren der Bündner Kantonshauptstadt Chur ist ein evangelisch-reformiertes Gotteshaus aus dem Jahr 1732. Vom Vorgängerbau, der ersturkundlich Mitte des 12. Jahrhunderts erwähnt wird, steht noch der Glockenturm. Die Kirche war ursprünglich dem heiligen Gereon von Köln geweiht.

## Geschichte und Ausstattung
Die heutige Kirche ist ein barocker Neubau aus dem Jahr 1732. Sie wurde 1923 renoviert und 1982 letztmals einer Restauration unterzogen. Das mächtige Kirchenschiff ist ein Saalbau unter einem hohen Walmdach, wie es in der Churer Region ansonsten unbekannt ist. Der schlanke Turm mit zweistöckiger Glockenstube stammt aus dem Mittelalter. Er trägt eine Zwiebelkuppel, die auf das Jahr 1765 datiert.
Vor dem Kircheneingang rechts steht eine Glocke aus dem Jahr 1678 von Gaudentz Hempel. Ebenda, an der nordwärts gerichteten Mauer der Kirche, finden sich drei Grabtafeln aus dem 17. und 18. Jahrhundert. Unweit davon, an der Nordmauer des Friedhofs, sind Grabtafeln der Adelsfamilien von Schauenstein und von Salis (17.–18. Jh.) sowie ein Wappenstein des Johann Jakob Castion (1545) aus dem Schloss zu sehen.
Das Innere der Saalkirche ist ungegliedert. Die Holzdecke ist mit profilierten Leisten aus den Jahren 1764–65 ausgestattet. Die polygonale Holzkanzel stammt aus der Bauzeit.
Der vermutlich spätgotische Taufstein dient zugleich als Abendmahlstisch. Die röhrenpneumatische Orgel aus dem Jahr 1930 ist im Originalzustand erhalten. Sie wurde 1993 restauriert. Sie zählt 17 Register.

## Kirchliche Organisation
Haldenstein stand von 1992 bis 2012 in Pastorationsgemeinschaft mit den Reformierten in Untervaz, wo sich auch das Pfarramt und das Pfarrhaus befanden. Seit 2012 gehörte Haldenstein als eigenständige Kirchgemeinde zur evangelisch-reformierten Landeskirche Graubünden.
Am 1. Januar 2025 schloss sich Haldenstein der ''Reformierten Kirche Chur'' an und gab so ihre Selbständigkeit auf.

## Galerie

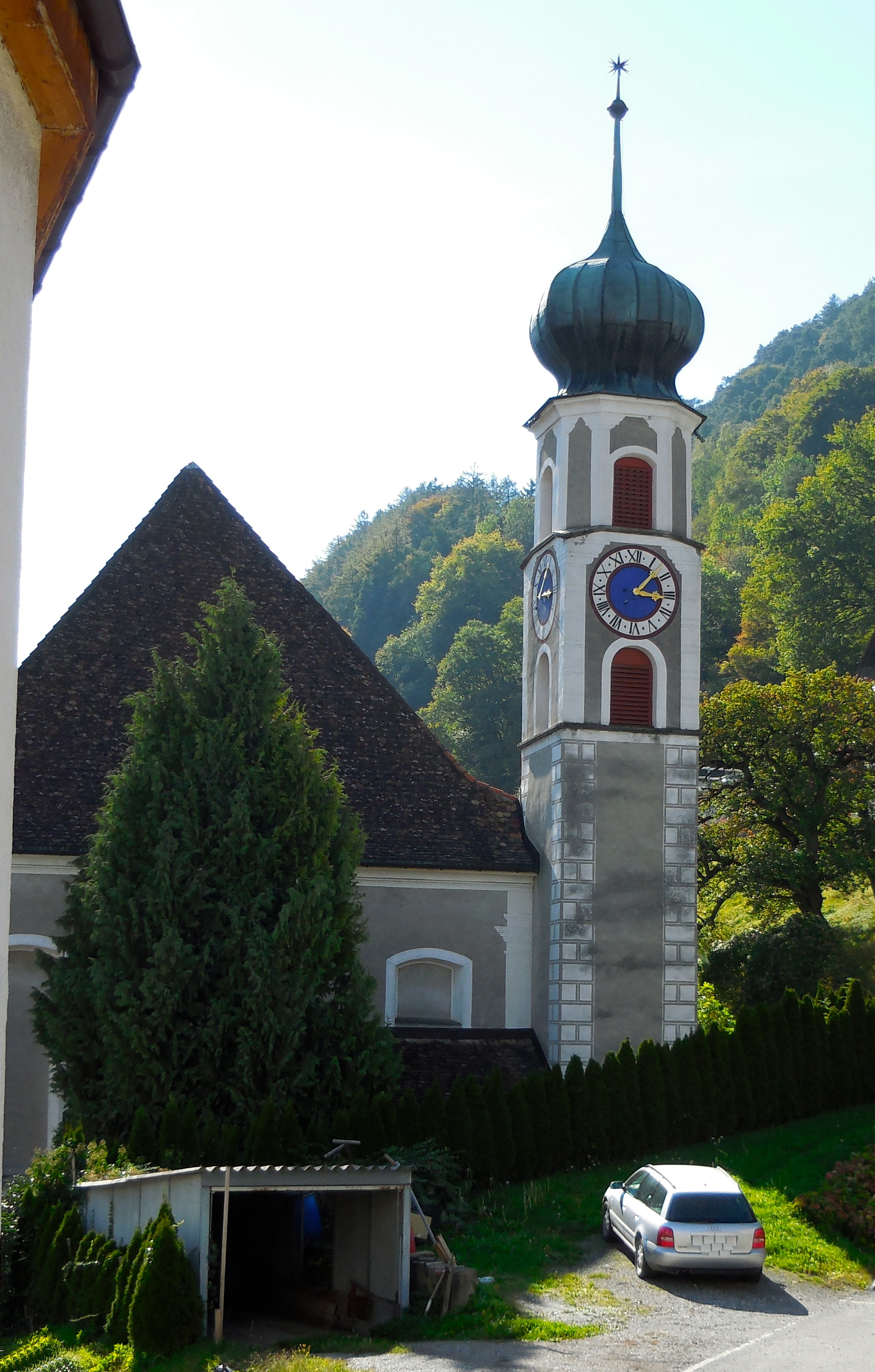
Kirche Haldenstein, Ansicht von Nordosten
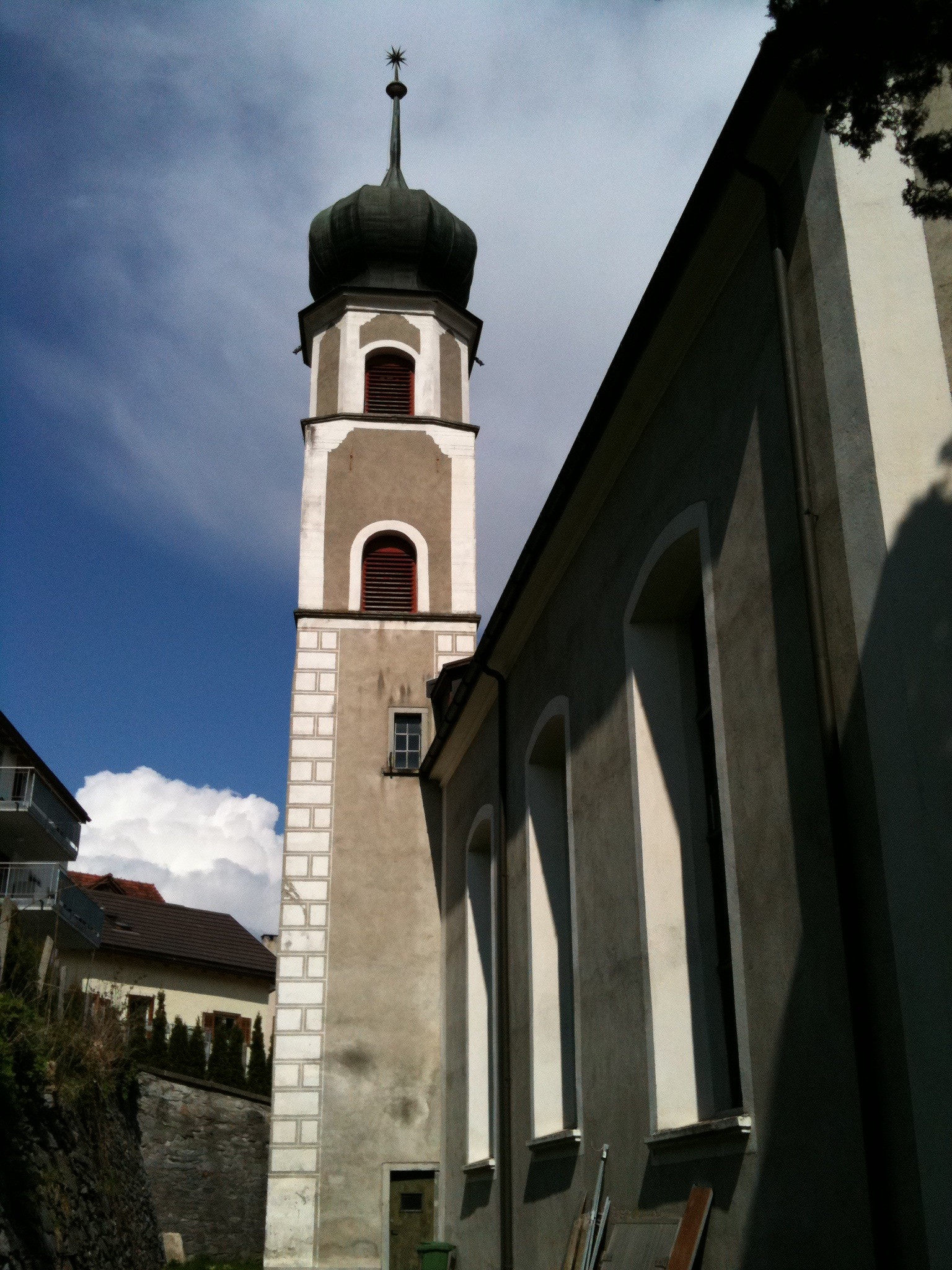
Mittelalterlicher Kirchturm
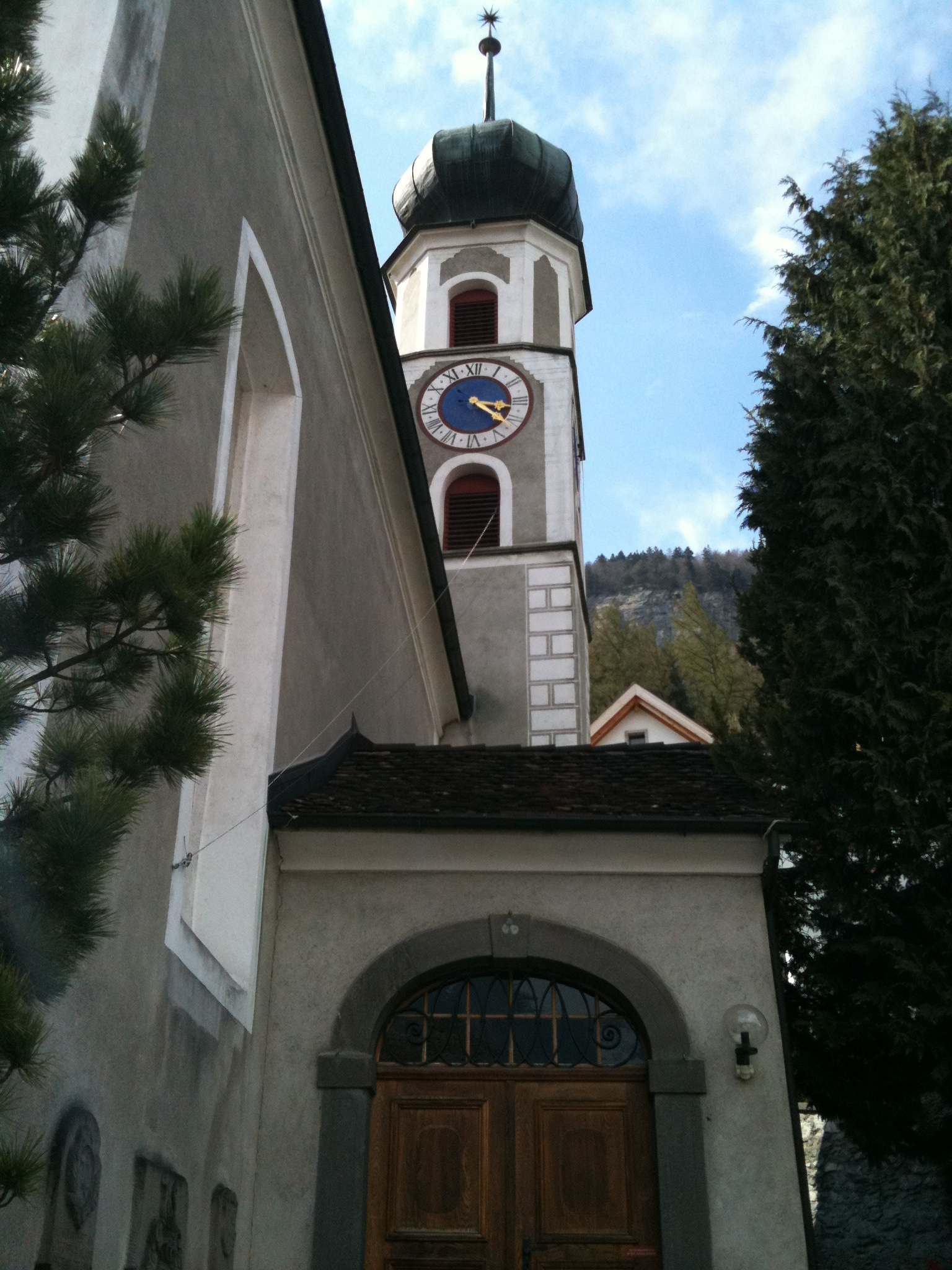
Portal und Turm mit Uhr
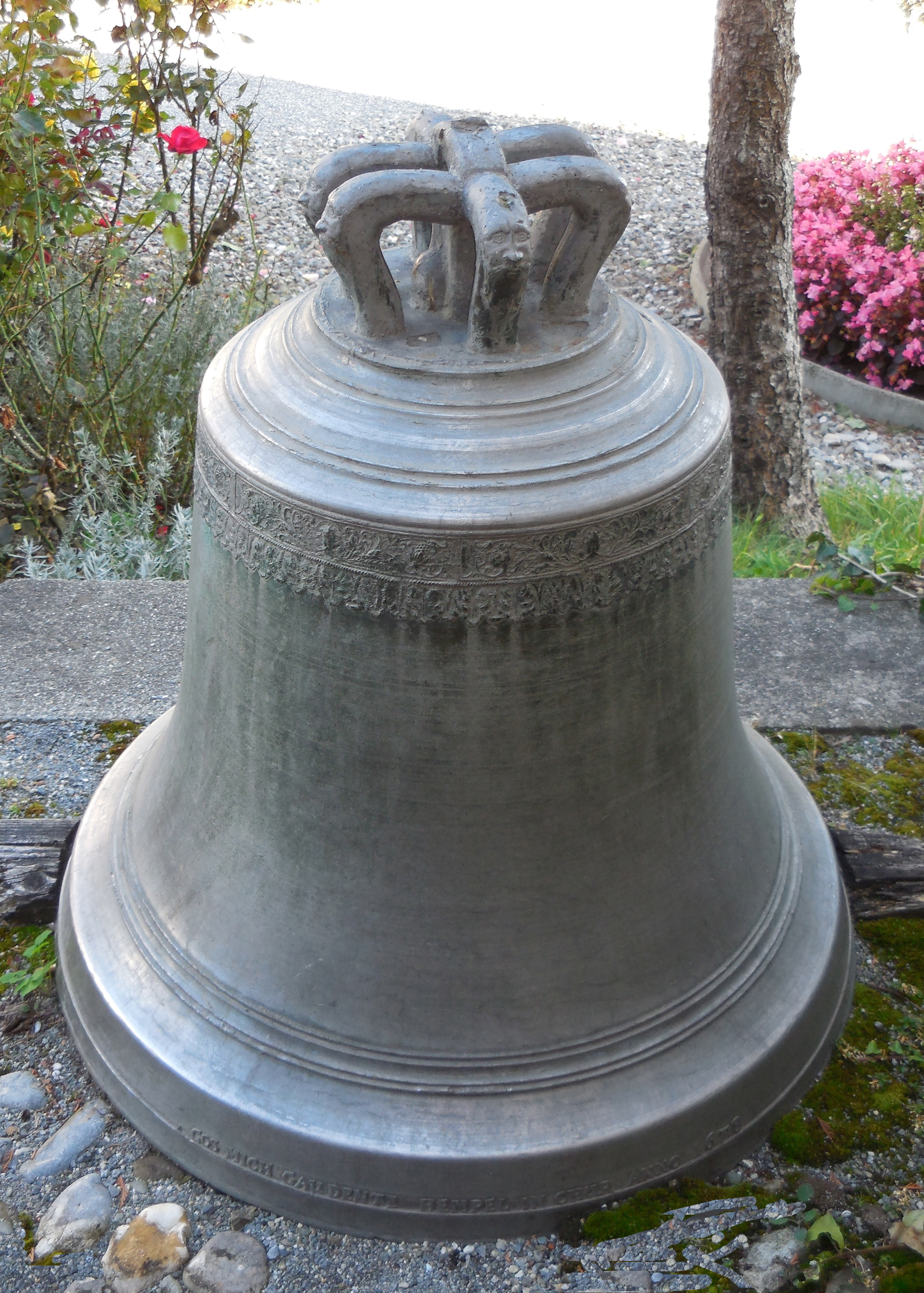
Glocke von 1678, Gaudenz Hempel (Chur)